# Рокіцини (Поморське воєводство)
Рокіцини (пол. Rokiciny, нім. Neurakitt) — село в Польщі, у гміні Чарна Домбрувка Битівського повіту Поморського воєводства.
Населення — 280 осіб (2011).
У 1975-1998 роках село належало до Слупського воєводства.

## Демографія
Демографічна структура станом на 31 березня 2011 року:
|          | Загалом | Допрацездатний вік | Працездатний вік | Постпрацездатний вік |
| -------- | ------- | ------------------ | ---------------- | -------------------- |
| Чоловіки | 144     | 46                 | 89               | 9                    |
| Жінки    | 136     | 46                 | 73               | 17                   |
| Разом    | 280     | 92                 | 162              | 26                   |